# Вастселийна (волость)
Вастселийна (эст. Vastseliina) — бывшая волость в Эстонии в составе уезда Вырумаа.

## География
Площадь волости — 222,8 км², численность населения на 1 января 2008 года составляла 2 165 человек.
Административный центр волости — посёлок Вастселийна. Помимо этого, на территории волости находятся ещё 46 деревень.

## Достопримечательности
В 3 километрах к востоку от центра волости — посёлка Вастселийна — находятся развалины немецкой крепости Нейгаузен.